# Renegades (álbum de Rage Against the Machine)
Renegades é o quarto álbum de estúdio da banda ativista estadunidense Rage Against the Machine, lançado no ano de 2000 pela Epic Records.
O álbum foi lançado após o final da banda e contém covers de outras bandas que eram apreciadas pelos integrantes da banda.
| Críticas profissionais                                                      | Críticas profissionais |
| Avaliações da crítica                                                       | Avaliações da crítica  |
| Fonte                                                                       | Avaliação              |
| --------------------------------------------------------------------------- | ---------------------- |
| allmusic                                                                    | [ 1 ]                  |
| Robert Christgau                                                            | (sem nota)             |
| Rolling Stone                                                               | [ 3 ]                  |
| Sputnikmusic                                                                | [ 4 ]                  |
| Esta tabela precisa de ser acompanhada por texto em prosa. Consulte o guia. |                        |

## Faixas
1. "Microphone Fiend" (Eric B. & Rakim: Follow The Leader) – 5:01
2. "Pistol Grip Pump" (Volume 10: Hip-Hopera) – 3:18
  - Contém partes de "More Bounce to the Ounce" de Zapp
3. "Kick Out the Jams" (MC5: Kick Out the Jams) – 3:11
4. "Renegades of Funk" (Afrika Bambaataa: Planet Rock - The Album) – 4:35
  - Contém amostras de "Renegades of Funk" de Afrika Bambaataa & The Soul Sonic Force & "Scorpio" de Dennis Coffey
5. "Beautiful World" (Devo: New Traditionalists) – 2:35
6. "I'm Housin'" (EPMD: Strictly Business) – 4:56
7. "In My Eyes" (Minor Threat: In My Eyes) – 2:54
8. "How I Could Just Kill a Man" (Cypress Hill: Cypress Hill) – 4:04
9. "The Ghost of Tom Joad" (Bruce Springsteen: The Ghost of Tom Joad) – 5:38
10. "Down on the Street" (The Stooges: Fun House) – 3:39
11. "Street Fighting Man" (The Rolling Stones: Beggars Banquet) – 4:42
12. "Maggie's Farm" (Bob Dylan: Bringing It All Back Home) – 6:54
13. "Kick Out the Jams" (MC5) (Ao vivo) - 4:31
14. "How I Could Just Kill a Man" (feat. B-Real e Sen Dog) (Ao vivo) - 4:30

## Créditos
- Zack de la Rocha - Vocal
- Tim Commerford - Baixo e vocal de apoio (Backing vocals)
- Tom Morello - Guitarra
- Brad Wilk - Bateria